# Обухов, Александр Михайлович
Алекса́ндр Миха́йлович О́бухов (5 мая 1918, Саратов — 3 декабря 1989, Москва) — советский геофизик, академик АН СССР (1970, членкор с 1953), организатор и директор (1956—1989) Института физики атмосферы, ныне носящего его имя. Профессор МГУ. Лауреат Государственной премии СССР (1990, посмертно).

## Биография
Родился в Саратове. Отец — Михаил Михайлович Обухов — один из учредителей Высших сельскохозяйственных курсов в Саратове (ныне Саратовский государственный аграрный университет имени Н. И. Вавилова). Мать — Вера Вячеславовна Обухова (Бобохова). Дядя — Владимир Михайлович Обухов — д.э.н., директор Института экспериментальной статистики и статистической методологии.
Работать А. М. Обухов начал с 16-ти лет, поступив весной 1934 года на работу в Институт по изучению засухи и суховеев (Саратов) в качестве наблюдателя-актинометриста. Работал до осени 1935 г., а затем продолжал работать в метеорологических учреждениях в летнее время, будучи уже студентом. Несколько лет учился в Саратовском университете. С 4-го курса переводится на механико-математический факультет МГУ (кафедра теории вероятностей), закончив его в 1940, а затем — аспирантуру НИИ математики при МГУ (1941).
Старший специалист по метеорологии Московской геофизической обсерватории (Московская обл., 1939—1940). Старший научный сотрудник математического отдела (1940—1943), докторант (1943—1945) Института теоретической геофизики АН СССР (Москва). Старший научный сотрудник, зав. лабораторией (1946—1956) Геофизического института АН СССР. Директор Института физики атмосферы АН СССР (1956—1989). Профессор (1961—1980), заведующий кафедрой физики атмосферы (1971—1980) физического факультета МГУ.
Доктор физико-математических наук (1948, кандидат 1941), докторская — «Статистическое описание непрерывных полей».
Внес значительный вклад в физику атмосферы, геофизическую гидродинамику, теорию турбулентности. Является одним из создателей, совместно с А. Н. Колмогоровым, теории мелкомасштабной турбулентности. Имя Обухова носит ряд законов и параметров в этой области физики.
Председатель Научного совета АН СССР «Исследования по теории климата Земли и планет» (1988—1989). Зам. председателя Научного совета по государственной (общеакадемической) программе фундаментальных исследований «Исследование мирового океана, атмосферы и поверхности суши, рациональное использование их ресурсов» (1988—1989). Председатель Комиссии по физике атмосферы АН СССР (1955), Экспертной комиссии по присуждению премии им. А. А. Фридмана (1971—1989).
Главный редактор журнала "Известия АН СССР. Серия «Физика атмосферы и океана» (1964—1989). Вице-президент международной ассоциации метеорологии и физики Земли и атмосферы при Международном союзе геодезии и геофизики (1957). Почетный член Королевского метеорологического общества Великобритании (1967). Член Национального географического общества США (1966), Геофизического союза США (1967).
Был одним из академиков АН СССР, подписавших в 1973 году письмо учёных в газету «Правда» с осуждением «поведения академика А. Д. Сахарова». В письме Сахаров обвинялся в том, что он «выступил с рядом заявлений, порочащих государственный строй, внешнюю и внутреннюю политику Советского Союза», а его правозащитную деятельность академики оценивали как «порочащую честь и достоинство советского ученого» ,  (см. также).
А. М. Обухов скончался в 1989 году в Москве, вскрытие показало рак легкого. Похоронен на Троекуровском кладбище. В панихиде принимал участие А. Д. Сахаров.

### Семья
- Жена — Людмила Алексеевна Обухова (Матерова) (1916—2005).

Дети:
- Ирина Александровна Обухова-Алексеева (1945—2016), климатолог;
- Сергей Александрович Обухов (1950 г.р.), океанолог.

Внуки:
- Алексей Сергеевич Обухов (1975 г.р.), психолог, профессор, организатор кафедры психологии образования и кафедры психологической антропологии МПГУ; ведущий научный сотрудник Института образования НИУ ВШЭ.
- Полина Сергеевна Обухова (1979 г.р.), биохимик, сотрудник Института биоорганической химии им. академиков М. М. Шемякина и Ю. А. Овчинникова РАН.

Правнуки:
- Ангелина (2005 г.р.), Марфа (2011 г.р.), Пётр (2014 г.р.)

## Награды
- орден Ленина (04.05.1988)
- орден Октябрьской Революции (17.09.1975)
- орден Трудового Красного Знамени (13.05.1981)
- орден «Знак Почёта» (27.03.1954)
- медали СССР
- Государственная премия СССР (1990, посмертно)[6]
- Премия имени А. А. Фридмана АН СССР (1984)

## Основные труды[2]
- «О статистическом описании общей циркуляции атмосферы» (соавт., 1964)
- «Системы гидродинамического типа и их применение» (соавт., 1981)
- Обухов А. М. Турбулентность и динамика атмосферы «Гидрометеоиздат» 414 стр. 1988 ISBN 5-286-00059-2